# スワーヴドライヴァー
スワーヴドライヴァー（Swervedriver）は、イギリス・オックスフォード出身のオルタナティヴ・ロック・バンド。アダム・フランクリンとジミー・ハートリッジを中心に1989年に結成された。

## 概要
1990年にイギリスのクリエイション・レコーズと契約し、『Son of Mustang Ford EP』と『Rave Down EP』を相次いでリリース。シューゲイザー・ムーブメントの時流に乗ってバンドは注目を集める。アメリカではA&Mレコードと契約し、1991年9月にファースト・アルバム『レイズ』を、1993年にセカンド・アルバム『メズカル・ヘッド』をリリース。1995年にサード・アルバム『イジェクター・シート・リザヴェイション』を発表するが、リリース直後にクリエイションから契約を切られた。また、A&Mとのライセンス契約は終了していたため本作のみアメリカではリリースされていない。
その後、バンドはゲフィン・レコード傘下のDGCレコードと契約しアルバム制作に取り掛かるが、同レーベルからも契約が切られ、1998年2月にアメリカのインディーレーベルZero Hour Recordsよりアルバム『99番目の夢』をリリース。同年末までツアーでアメリカ、イギリス、オーストラリア各地を回った。ツアー終了後、バンドは無期限の活動休止状態に入る。
2008年にバンドは再結成し活動を再開。2015年に17年ぶりとなるアルバム『アイ・ワズント・ボーン・トゥ・ルーズ・ユー』をアメリカのインディーレーベルCobrasideよりリリース。2019年、アルバム『フューチャー・ルインズ』を北米でデンジャーバード・レコードより、欧州でモグワイが主宰するロック・アクション・レコードよりリリース。

## ディスコグラフィ

### スタジオ・アルバム
- 『レイズ』 - Raise (1991年、Creation / A&M)
- 『メズカル・ヘッド』 - Mezcal Head (1993年、Creation / A&M / Sony Music)
- 『イジェクター・シート・リザヴェイション』 - Ejector Seat Reservation (1995年、Creation / Sony Music)
- 『99番目の夢』 - 99th Dream (1998年、Zero Hour / Sonic Wave Discs / Shock)
- 『アイ・ワズント・ボーン・トゥ・ルーズ・ユー』 - I Wasn't Born to Lose You (2015年、Cobraside)
- 『フューチャー・ルインズ』 - Future Ruins (2019年、Dangerbird / Rock Action)[1]

### EP
- Son of Mustang Ford (1990年、Creation / A&M)
- Rave Down (1990年、Creation / A&M / Shock)
- Sandblasted (1991年、Creation / A&M / Shock)
- Reel to Real (1991年、A&M)
- 『ネヴァー・ルーズ・ザット・フィーリング』 - Never Lose That Feeling (1992年、Creation)
- Last Train to Satansville (1993年、A&M)
- Space Travel, Rock 'n' Roll (1998年、Zero Hour / Shock / Sonic Wave Discs)

### コンピレーション・アルバム
- Juggernaut Rides '89–'98 (2005年、Creation / Castle Music)